# Krigsåret 1888

## Pågående krig
- Mahdistupproret (1881-1899)

## Händelser
- 14 oktober – Slaget vid Guté Dili
- 28 november – Slaget vid Dufile
- 20 december – Slaget vid Suakin

## Födda
- 19 februari - Franz Pfeffer von Salomon, tysk militär.
- 18 mars - Otto von Schrader, tysk sjömilitär, amiral 1942.
- 17 juni - Heinz Guderian, tysk militär, generalöverste (1940).
- 16 september - Nils Mesterton, svensk militär, befälhavare vid ådalshändelserna 1931.
- 20 september - Karl Jäger, tysk SS-officer; SS-Standartenführer.
- 4 oktober - Friedrich Olbricht, tysk general.
- 24 november - Fritz Klein, tysk SS-läkare och dömd krigsförbrytare.

## Avlidna
- 23 september – François Achille Bazaine, fältmarskalk av Frankrike.
- 22 december – Michail Loris-Melikov, rysk general.